# پائولو بوناچلی
پائولو بوناچلی (انگلیسی: Paolo Bonacelli؛ زادهٔ ۲۸ فوریهٔ ۱۹۳۹) بازیگر اهل ایتالیا است. او فارغ‌التحصیل آکادمی ملی هنرهای دراماتیک شهر رم است.
از فیلم‌ها یا برنامه‌های تلویزیونی که وی در آن نقش داشته‌است می‌توان به هفت ضربدر هفت، از دیدار مجدد شما خوشحالم، قطار سریع‌السیر نیمه‌شب، کالیگولا، سالو یا ۱۲۰ روز در سودوم، جوردانو برونو، ارث، دانونزیو، هانری چهارم، زمان سخت شاهزادگان، افکار شیطانی، جسدهای سرشناس، فرانچسکو و ریمینی ریمینی اشاره کرد. 
بوناچلی در سال ۱۹۹۲ جایزهٔ روبان نقره‌ای بهترین بازیگر نقش مکمل مرد را برای ایفای نقش در جانی استکانیو‌ ساختهٔ روبرتو بنینی دریافت کرد. 